# Konrad Limmer
Konrad Limmer (* um 1522 in Neustadt an der Orla; † 15. August 1592 in Heilsbronn) war ein evangelischer Theologe, Reformator und Konfessionalist.

## Leben
Konrad Limmer stammte aus einer Handwerkerfamilie, sein Vater war vermutlich Tuchmacher. Am 26. Dezember 1541 wurde er in Wittenberg immatrikuliert, am 20. Januar 1543 hatte er bereits den akademischen Magistergrad erworben. Er wurde Lehrer an der Lateinschule in Zwickau und wurde 1544 als Rektor in seine Heimatstadt geholt. In diesem Amt wirkte er elf Jahre, bis er auf Wunsch des Rates zum Pfarrer und Superintendenten bestellt wurde.
Limmer war seit 1544 verheiratet und besaß eine große Familie. Der Herzog wollte den 33-Jährigen zunächst noch nicht zum Superintendenten ernennen, gab aber schließlich nach. Obwohl Limmer sich als Luther-Schüler bezeichnete, vertrat er theologisch die Position der Philippisten. Die Gnesiolutheraner lehnte er ab und erklärte sich offen für die „Declaratio Victorini“. Als die Anhänger von Matthias Flacius 1567 in Thüringen an die Macht kamen, musste Limmer abtreten.
Als Limmer 1570 als Stiftsprediger nach Ansbach berufen wurde, verließ er Neustadt. In Franken eröffnete sich ihm ein neuer Wirkungskreis. Er wirkte 1573 mit bei der Formulierung der „Norma doctrinae“, in der die Überlieferung von Philipp Melanchthon stark nachklang. Als Jacob Andreae 1576 im Zuge des Konkordienwerkes nach Ansbach kam, wurde er abgelehnt, weil er Melanchthon zu wenig gelten ließ.
1578 wurde Limmer Titularabt des Klosters Heilsbronn, wo er seine pädagogischen Erfahrungen zur Geltung bringen konnte. Auch dort blieb er, was er von jeher war, Anhänger Melanchthons. Als aber auch in Franken sich die theologische Lage änderte, wurde er 1589 abgesetzt.